# ニカ・プレヴツ
ニカ・プレヴツ（Nika Prevc、2005年3月15日 - ）はスロベニアのスキージャンプ選手である。兄のペテル、ツェネ、ドメンもスキージャンプ選手である。

## 経歴
FISカップおよびコンチネンタルカップは2020年にそれぞれポイントを獲得し、2021/22シーズンよりワールドカップに参戦し、初戦のニジニ・タギル大会で23位に入りポイントを獲得し、総合22位で終えた。ジュニア世界選手権ラハティ大会では個人11位、団体3位のメンバーとなった。
2022/23シーズンは、ワールドカップヒンツェンバッハ大会において3位で初の表彰台となり、総合19位で終えた。ジュニア世界選手権ザコパネ大会では個人戦で優勝し、女子団体優勝、混合団体2位のメンバーとなった。世界選手権プラニツァ大会は、個人ノーマルヒル17位、個人ラージヒル40位、女子団体4位のメンバーとなった。
2023/24シーズンは、ワールドカップエンゲルベルク大会で初優勝するなど7勝し、初の総合優勝を果たした。ジュニア世界選手権ウィスラー大会では個人ノーマルヒル2位、女子団体2位、混合団体優勝のメンバーとなった。
2024/25シーズンは、ワールドカップで15勝し総合優勝した。その内、レークプラシッド大会からラハティの最終戦までの10連勝は高梨沙羅の持つ記録に並び、最終戦で記録した2位と51.4点差はワールドカップでは最大の差である。世界選手権トロンハイム大会では、個人2戦は優勝し、女子団体4位、混合団体2位のメンバーとなった。

## 主な競技成績

### 世界選手権
- 2023年プラニツァ大会 ( スロベニア)
  - 女子個人ノーマルヒル 17位
  - 女子個人ラージヒル 40位
  - 女子団体ノーマルヒル 4位
- 2025年トロンハイム大会 ( ノルウェー)
  - 女子個人ノーマルヒル 1位
  - 女子個人ラージヒル 1位
  - 女子団体ノーマルヒル 4位
  - 混合団体ラージヒル 2位

### ジュニア世界選手権
- 2021年ラハティ大会（ フィンランド）
  - 女子個人 11位
  - 女子団体 3位
- 2022年ザコパネ大会（ ポーランド）
  - 女子個人 1位
  - 女子団体 1位
  - 混合団体 2位
- 2023年ウィスラー大会（ カナダ）
  - 女子個人 2位
  - 女子団体 2位
  - 混合団体 1位

### ワールドカップ
- 通算 優勝22回、2位5回、3位5回 (2024/25シーズンまで)

| シーズン | 順位 | ポイント |
| -------- | ---- | -------- |
| 2021/22  | 22.  | 199      |
| 2022/23  | 19.  | 366      |
| 2023/24  | 1.   | 1454     |
| 2024/25  | 1.   | 1933     |

### サマーグランプリ
- 通算 2位1回、3位2回 (2024シーズンまで)

| シーズン | 順位 | ポイント     |
| -------- | ---- | ------------ |
| 2021     | .    | (予選不通過) |
| 2022     | 9.   | 120          |
| 2023     | 4.   | 314          |
| 2024     | 7.   | 148          |